# ماریا بانوشیچ
ماریا بانوشیچ (انگلیسی: Marija Banušić؛ زادهٔ ۱۷ سپتامبر ۱۹۹۵) بازیکن فوتبال اهل سوئد است.
از باشگاه‌هایی که در آن بازی کرده‌است می‌توان به باشگاه فوتبال لینشوپینگ، باشگاه فوتبال زنان چلسی، و باشگاه فوتبال زنان مون‌پلیه اشاره کرد.
وی همچنین در تیم ملی فوتبال زنان سوئد بازی کرده‌است.